# Колодзейови-Ґронд
Колодзейови-Ґронд (пол. Kołodziejowy Grąd) — село в Польщі, у гміні Вельбарк Щиценського повіту Вармінсько-Мазурського воєводства.
Населення — 89 осіб (2011).

## Демографія
Демографічна структура станом на 31 березня 2011 року:
|          | Загалом | Допрацездатний вік | Працездатний вік | Постпрацездатний вік |
| -------- | ------- | ------------------ | ---------------- | -------------------- |
| Чоловіки | 47      | 10                 | 35               | 2                    |
| Жінки    | 42      | 10                 | 25               | 7                    |
| Разом    | 89      | 20                 | 60               | 9                    |